# 카운터톱

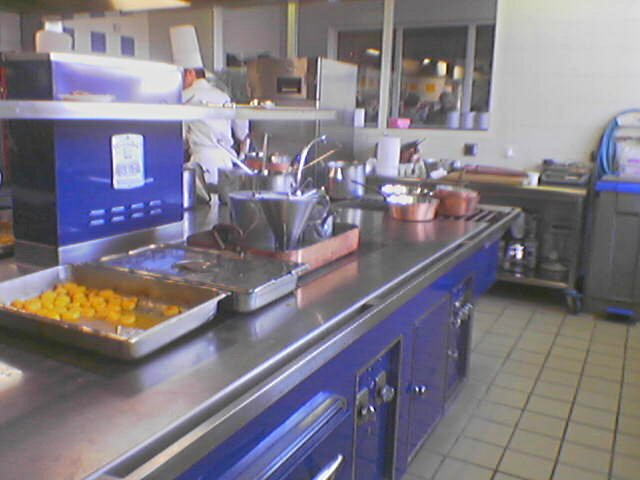

카운터톱(countertop), 카운터탑, 카운터, 벤치탑은 높고 단단하며 평평한 수평 표면이다. 주방이나 기타 음식 준비 공간, 욕실이나 화장실, 일반적으로 작업실에서 작업하도록 제작되었다. 음식 조리를 위한 맥락에서는 조리대라는 표현이 사용된다. 이러한 표면은 캐비닛에 설치되고 지지되는 경우가 많으며 사용자와 캐비닛이 설계된 특정 작업을 위해 인체공학적인 높이에 배치된다. 카운터톱은 기능성, 내구성 및 미적 특성이 서로 다른 다양한 재료로 구성될 수 있으며, 의도된 용도에 따라 내장된 가전제품 또는 액세서리 품목을 가질 수 있다.
호주와 영국 영어에서 '카운터'라는 용어는 일반적으로 대중이 접근할 수 있는 공간과 근로자가 서비스 작업을 수행할 수 있는 공간 사이의 경계를 형성하는 이러한 유형의 표면에 사용된다. 다른 맥락에서는 "bench", "benchtop" 또는 "sink table"라는 용어가 사용된다.